# Anna Stiegler
Anna Sophie Marie Auguste Stiegler, geb. Behrend, geschiedene Vogt (* 21. April 1881 in Penzlin; † 23. Juni 1963 in Bremen) war eine deutsche Politikerin (SPD).

## Biografie

### Jugend
Anna Behrend wurde als Tochter des mecklenburgischen (Land-?) Arbeiters Wilhelm Johann Heinrich Berend und dessen Frau Friederike Wilhelmine Elise, geb.  Stolt geboren und am 22. Mai 1881 in der Stadtkirche Penzlin evangelisch-lutherisch getauft. Ihr Berufswunsch war Lehrerin, dies war wegen ihrer bescheidenen Herkunft finanziell aber nicht möglich. In jungen Jahren wurde sie deshalb zunächst Hausgehilfin und Kinderfräulein in Schwerin und Hamburg. Dort lernte sie den Schneider Konrad Vogt kennen. Ihre Tochter Anna Marie Sophie Wilhelmine Vogt kam 1902 zur Welt, 1903 heiratete das Paar und zog in seinen Heimatort Blumenthal.

### Politik
Das Engagement ihres Ehemanns in der Arbeiterbewegung veranlasste sie, 1904 am Parteitag der SPD und an der Dritten Sozialdemokratischen Frauenkonferenz in Bremen teilzunehmen, wodurch sie motiviert wurde, 1905 der SPD beizutreten. Im selben Jahr starb ihre Tochter. Von 1908 an intensivierte sie ihre politische Arbeit. Einige Zeit später lernte sie den zehn Jahre jüngeren Typografen Carl Friedrich Stiegler kennen, mit dem sie ab 1912 zusammenlebte. Anna Vogt ließ sich von ihrem Ehemann scheiden und nahm bei der Heirat 1916 den Nachnamen Stiegler an.
1917 trat sie zur USPD über. Nach der Einführung des Frauenwahlrechts wurde Anna Stiegler 1918 in die Bremische Bürgerschaft gewählt, der sie als Abgeordnete bis einschließlich 1933 angehörte, ab 1922 wieder für die SPD.

### Zeit des Nationalsozialismus
Nachdem unter dem NS-Regime die Bremische Bürgerschaft im März 1933 aufgelöst und die SPD im Juli 1933 verboten wurde, gehörte sie zu denjenigen, die durch die illegale Fortführung der Parteiaktivitäten Widerstand gegen den Nationalsozialismus leisteten, wobei sich die Aktivitäten darauf konzentrierten, die Familien politischer Gefangener zu unterstützen und illegal Flugblätter herzustellen und zu verbreiten.
Im November 1934 wurden, nachdem ein Spitzel in die Widerstandsgruppe eingeschleust worden war, 150 Mitglieder der SPD und des Reichsbanners Schwarz-Rot-Gold verhaftet, darunter Anna Stiegler und ihr Ehemann. 
Stiegler wurde zu einer Freiheitsstrafe von fünf Jahren verurteilt. Nach Ablauf dieser Zeit, in der sie in den Gefängnissen von Bremen und Lübeck inhaftiert war, wurde sie seit Dezember 1939 im KZ Ravensbrück in „Schutzhaft“ gehalten. Zur „Stuben-“ bzw. „Blockältesten“ bestimmt, versuchte sie das Los ihrer Mitgefangenen zu lindern, die sie den „Engel von Ravensbrück“ nannten. Im April 1945 überlebte sie den Todesmarsch, den die Lagerleitung beim Heranrücken der Front anordnete, und fand Zuflucht in einem Bauernhaus.

### Neuanfang nach 1945
1946 kehrte sie nach Bremen zurück und erfuhr, dass ihr Ehemann, der nach Ablauf einer zweijährigen Freiheitsstrafe ins KZ Sachsenhausen überstellt worden war, in den letzten Kriegstagen bei einem Transport ins KZ Bergen-Belsen von der SS ermordet worden war.
Von 1946 bis kurz vor ihrem Tod im Jahr 1963 gehörte sie als SPD-Abgeordnete der Bremischen Bürgerschaft an. 1947 wurde sie zur Vizepräsidentin der Bürgerschaft gewählt. Sie war Sprecherin der Deputation für das Wohlfahrtswesen.  Sie trat ein für die Liberalisierung des Schwangerschaftsabbruch nach § 218 StGB, für den freien Zugang zu Mitteln der Schwangerschaftsverhütung sowie für moderne Methoden in der Betreuung gefährdeter Mädchen. Sie war eine überzeugte Sozialpolitikerin und setzte sich vor allem für die Rechte von Frauen ein. 
Stiegler war eine bedeutende Frau der Bremer Frauenbewegung. 1946 war sie mit Agnes Heineken, Anna Klara Fischer, Käthe Popall und Irmgard Enderle Gründungsmitglied und Vorstand des Bremer Frauenausschusses, ein gesellschaftlich anerkannter, überparteilicher und überkonfessioneller Dachverband von Frauenorganisationen aus allen gesellschaftlichen Bereichen des Landes Bremen. 
In der SPD leitete sie später die SPD-Frauengruppe. Sie war nach 1945 Mitbegründerinnen der Arbeiterwohlfahrt (AWO) Bremen und 1953 der Bremer Heimstiftung, die Altenwohnheimen  unterhält. Sie war in der Friedenspolitik aktiv und engagierte sich in der Bewegung Kampf dem Atomtod, mit der auch die SPD Ende der 1950er Jahre die Ausrüstung der Bundeswehr mit Atomwaffen erfolgreich verhinderte.

## Ehrungen
- Der Senat der Freien Hansestadt Bremen ehrte 1963 ihr Andenken durch ein feierliches Staatsbegräbnis mit einem Staatsakt im Bremer Rathaus.
- Zwei Straßen in Bremen wurden nach ihr benannt, die Anna-Stiegler-Straße im Ortsteil Kattenturm sowie der Anna-und-Carl-Stiegler-Platz im Ortsteil Überseestadt.
- Ein Wandbild im Schulzentrum Carl-Goerdeler-Straße im Stadtteil Bremen - Vahr erinnert an sie.
- Eine Kindertagesstätte in Bremen - Walle wurde nach ihr benannt.
- Das Anna-Stiegler-Haus der Bremer Heimstiftung in Bremen - St. Magnus trägt ihren Namen.
- 2022 wurden zum Gedenken an Anna Stiegler und ihrem Mann Carl Friedrich Stiegler Stolpersteine in der Neukirchstraße in Bremen verlegt